# Bittacomorphella
Bittacomorphella is een geslacht van insecten uit de familie van de glansmuggen. De wetenschappelijke naam van het geslacht werd voor het eerst geldig gepubliceerd in 1916 door Alexander.

## Soorten
- Bittacomorphella esakii Tokunaga, 1938
- Bittacomorphella fenderiana Alexander, 1947
- Bittacomorphella furcata Fasbender & Courtney, 2017[2]
- Bittacomorphella gongshana Kang, Wang & Yang, 2012
- Bittacomorphella jonesi (Johnson, 1905)
  - = Bittacomorpha jonesi Johnson, 1905
- Bittacomorphella lini Young & Fang, 2011
- Bittacomorphella nipponensis Alexander, 1924
- Bittacomorphella pacifica Alexander, 1958
- Bittacomorphella sackenii (Röder, 1890)
  - = Bittacomorpha sackenii Röder, 1890
- Bittacomorphella thaiensis Alexander, 1953
- Bittacomorphella zhaotongensis Kang, Wang & Yang, 2012